# استعمار ژاپن بر کره
استعمار ژاپن بر کره بین سال‌های ۱۹۱۰ و ۱۹۴۵، به دنبال الحاق کره (کشور) به بخشی از امپراتوری ژاپن آغاز شد. پادشاهی چوسان با پیمان ۱۸۷۶ ژاپن و کره و ائتلاف پیچیده‌ای از دوره میجی به منطقه نفوذ ژاپن وارد شده بود. مقامات نظامی و بازرگانی روند ادغام سیاست و اقتصاد شبه جزیره کره با ژاپن را آغاز کردند. امپراتوری کره (نام اعلام شده در سال ۱۸۹۷) با پیمان ۱۹۰۵ ژاپن و کره به یک کشور تحت‌الحمایه ژاپن تبدیل شد. پس از آن ژاپن به‌طور حکمرانی غیرمستقیم از طریق ژنرال‌های ژاپنی مقیم کره این کشور را اداره می‌کرد. سپس ژاپن در پیمان ۱۹۱۰ ژاپن و کره، بدون موافقت امپراتور سابق کره، گوجونگ، نایب‌السلطنه پسرش سونجونگ (دومین و آخرین امپراتور کره)، رسماً کره را ضمیمهٔ خاک خود کرد. کره تحت حاکمیت ژاپن توسط فرمانده کل کره مستقر در کیجو (سئول کنونی) اداره می‌شد.

## سلطه ژاپن
| شماره | نام امپراتور | دوره زندگانی (میلادی) | نسبت با امپراتورهای قبلی | دوره حکومت (میلادی) |
| ----- | ------------ | --------------------- | ------------------------ | ------------------- |
| ۱     | میجی         | ۱۸۵۲–۱۹۱۲             | امپراتور ژاپن            | ۱۹۱۰–۱۹۱۲           |
| ۲     | تایشو        | ۱۸۷۹–۱۹۲۶             | پسر میجی                 | ۱۹۱۲–۱۹۲۶           |
| ۳     | شووا         | ۱۹۰۱–۱۹۸۹             | پسر تایشو                | ۱۹۲۶–۱۹۴۵           |